# 十兄弟 (1959年电影)
《十兄弟》（英語：Ten Brothers）是香港一部粵語長片，於1959年上映，背景是民國初年十個擁有異能的兄弟的遭遇。故事有著「團結就是力量」的寓意。其後這個故事也被改編成电影及電視劇。續作電影《十兄弟怒海除魔》於翌年上映。

## 劇情
一對以捕魚為生的夫妻，偶然在海邊得到十顆珍珠。居住於附近而又壞事做盡的軍閥大帥得知這個消息後，便想盡方法取得這些珍珠。情急之下，妻子只好把珍珠吞進肚內，但當晚她竟然誕下十個嬰兒，而這些嬰兒又竟然一夜之間長大成人。他們十兄弟各具特異功能，但在接觸石灰後會失效。在他們團結一致之下，最終打敗了軍閥大帥，過著幸福快樂的生活。

## 演員
- 吳大蝦：張瑛
- 紀巧兒：羅艷卿
- 刘大帅：石坚
- 大队长：雷鸣
- 千里眼：司馬華龍
- 順風耳：林魯岳
- 大力三：金雷
- 韌皮四：林甦
- 飛天五：高超
- 鐵頭六：朱由高
- 高腳七：陳耀林
- 遁地八：譚天
- 大口九：曾楚霖
- 大喊十：袁立祥
- 四姨太：葉萍
- 副官：吴桐
- 二叔公：檸檬

## 後續作品

### 續集
- 《十兄弟怒海除魔》：1960年粵語長片

### 相關作品
十兄弟的故事其後多次再被改編成影視作品，其中包括1995年香港電影、1985年亞洲電視劇集、2004年無綫電視劇集等。

## 外部連結
- 香港影庫上《十兄弟》的資料（繁體中文）
- 时光网上《十兄弟》的資料（简体中文）
- 豆瓣电影上《十兄弟》的資料 （简体中文）
- 互联网电影数据库（IMDb）上《十兄弟》的资料（英文）